# Vahl-Ebersing
Pour les articles homonymes, voir Vahl-lès-Faulquemont.
Vahl-Ebersing est une commune française située dans le département de la Moselle et le bassin de vie de la Moselle-Est, en région Grand Est.

## Géographie
Le village de Vahl-Ebersing se situe à environ 10 km au sud de Saint-Avold.

### Communes limitrophes
| Folschviller | Altviller              | Lachambre |
| Lelling      | Vahl-Ebersing          | Biding    |
|              | Lixing-lès-Saint-Avold | Laning    |

### Hydrographie
La commune est située dans le bassin versant du Rhin au sein du bassin Rhin-Meuse. Elle est drainée par la Nied Allemande et le ruisseau l'Annetbach.
La Nied allemande, d'une longueur totale de 57,9 km, prend sa source dans la commune de Guenviller et se jette  dans la Nied à Condé-Northen, après avoir traversé 23 communes.

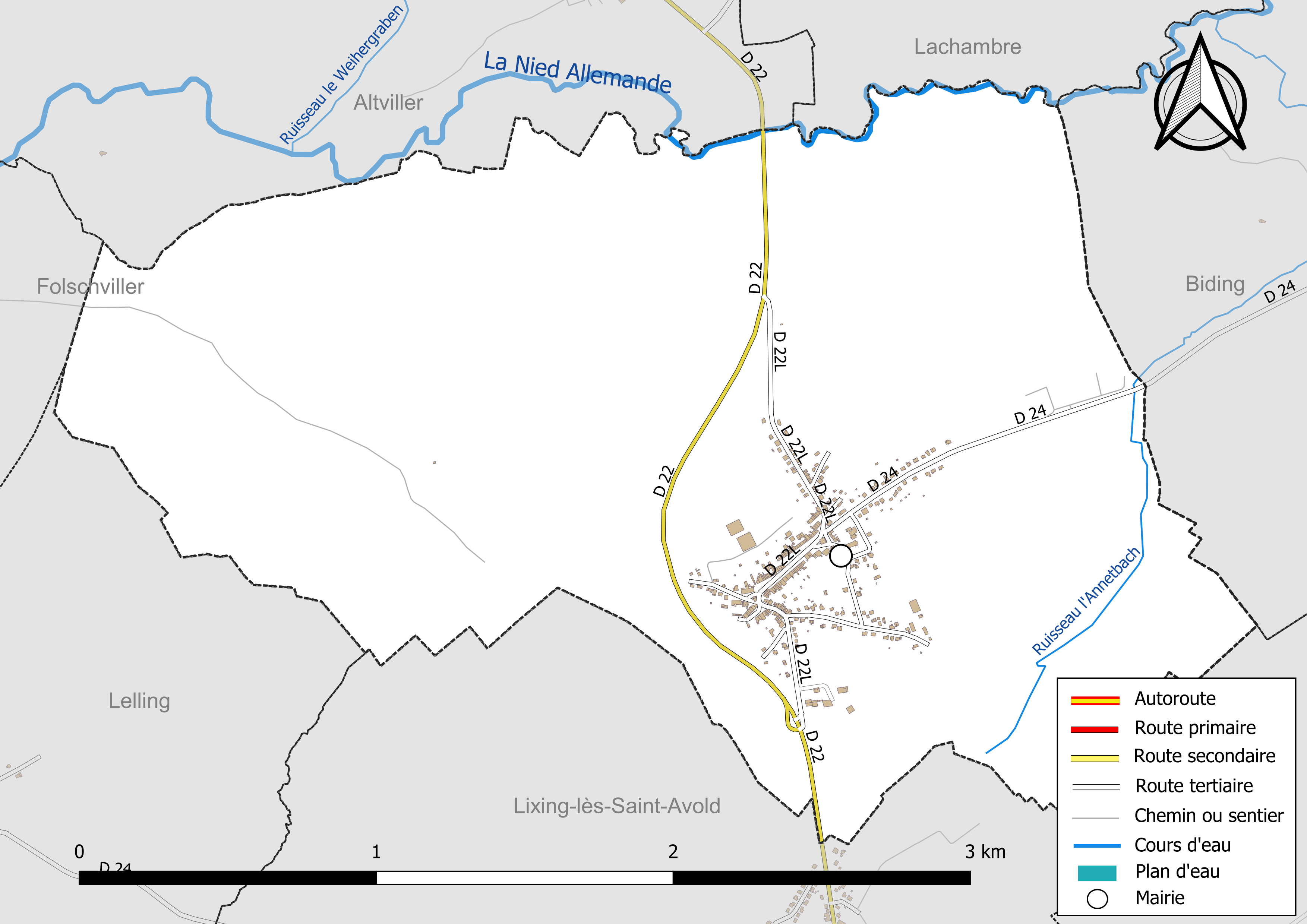
Réseaux hydrographique et routier de Vahl-Ebersing.

La qualité des eaux des principaux cours d’eau de la commune, notamment de la Nied Allemande, peut être consultée sur un site spécial géré par les agences de l’eau et l’Agence française pour la biodiversité.

### Climat
Pour des articles plus généraux, voir Climat du Grand Est et Climat de la Moselle.
En 2010, le climat de la commune est de type climat des marges montargnardes, selon une étude du Centre national de la recherche scientifique s'appuyant sur une série de données couvrant la période 1971-2000. En 2020, Météo-France publie une typologie des climats de la France métropolitaine dans laquelle la commune est exposée à un climat semi-continental et est dans la région climatique  Lorraine, plateau de Langres, Morvan, caractérisée par un hiver rude (1,5 °C), des vents modérés et des brouillards fréquents en automne et hiver. 
Pour la période 1971-2000, la température annuelle moyenne est de 9,5 °C, avec une amplitude thermique annuelle de 17 °C. Le cumul annuel moyen de précipitations est de 890 mm, avec 11,9 jours de précipitations en janvier et 9,7 jours en juillet. Pour la période 1991-2020, la température moyenne annuelle observée sur la station météorologique de Météo-France la plus proche, « Seingbouse », sur la commune de Seingbouse à 9 km à vol d'oiseau, est de 10,5 °C et le cumul annuel moyen de précipitations est de 731,4 mm. 
La température maximale relevée sur cette station est de 37,9 °C, atteinte le 25 juillet 2019 ; la température minimale est de −17 °C, atteinte le 20 décembre 2009,,. 
Les paramètres climatiques de la commune ont été estimés pour le milieu du siècle (2041-2070) selon différents scénarios d'émission de gaz à effet de serre à partir des nouvelles projections climatiques de référence DRIAS-2020. Ils sont consultables sur un site spécial publié par Météo-France en novembre 2022.

## Urbanisme

### Typologie
Au 1er janvier 2024, Vahl-Ebersing est catégorisée commune rurale à habitat dispersé, selon la nouvelle grille communale de densité à sept niveaux définie par l'Insee en 2022.
Elle est située hors unité urbaine. Par ailleurs la commune fait partie de l'aire d'attraction de Saint-Avold (partie française), dont elle est une commune de la couronne,. Cette aire, qui regroupe 28 communes, est catégorisée dans les aires de moins de 50 000 habitants,.

### Occupation des sols
L'occupation des sols de la commune, telle qu'elle ressort de la base de données européenne d’occupation biophysique des sols Corine Land Cover (CLC), est marquée par l'importance des territoires agricoles (63,6 % en 2018), en diminution par rapport à 1990 (65,9 %). La répartition détaillée en 2018 est la suivante : 
terres arables (39,1 %), forêts (29,4 %), prairies (24,5 %), zones urbanisées (7 %). L'évolution de l’occupation des sols de la commune et de ses infrastructures peut être observée sur les différentes représentations cartographiques du territoire : la carte de Cassini (XVIIIe siècle), la carte d'état-major (1820-1866) et les cartes ou photos aériennes de l'IGN pour la période actuelle (1950 à aujourd'hui).

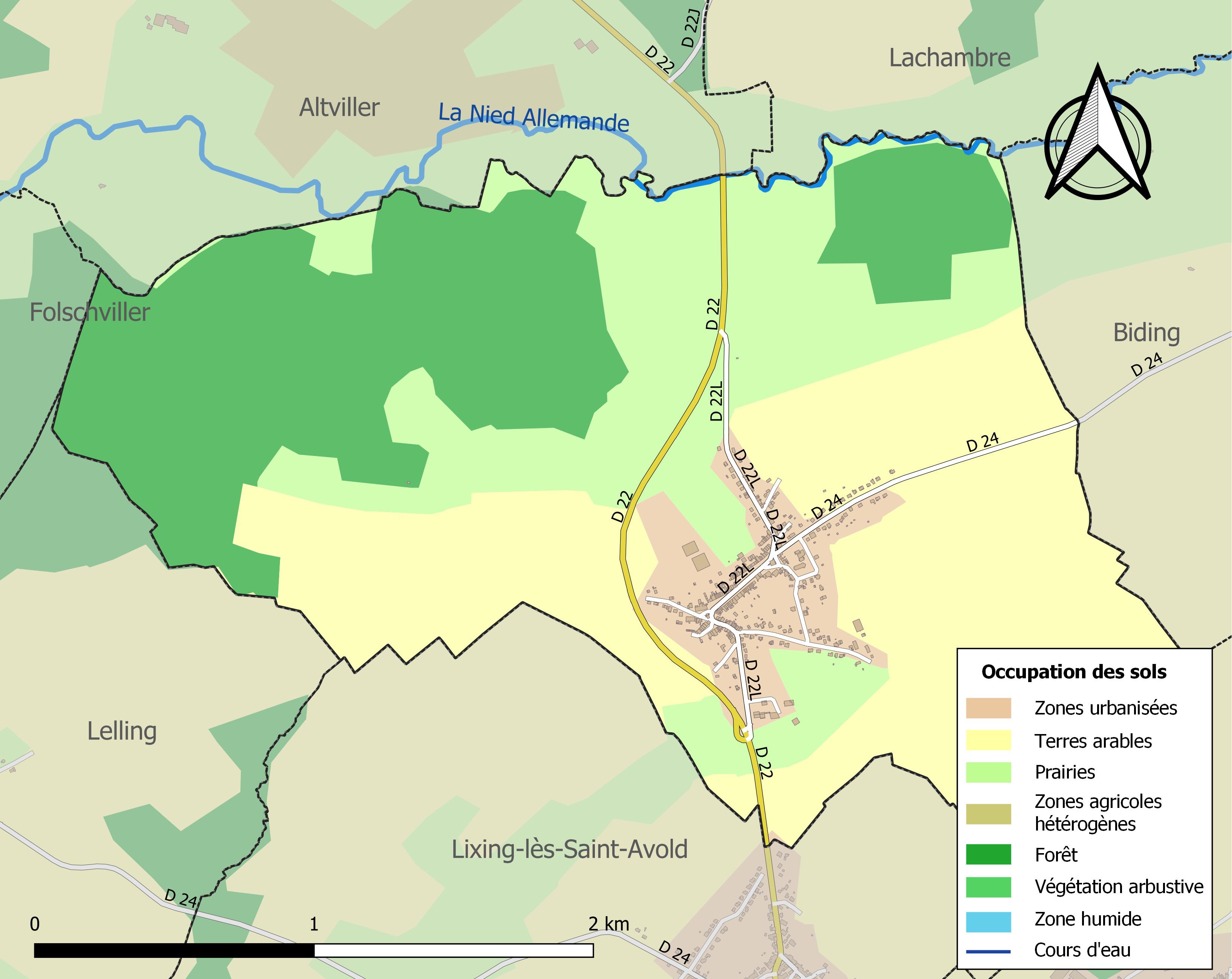
Carte des infrastructures et de l'occupation des sols de la commune en 2018 (CLC).

## Toponymie
- Obersingen (1365), Ebersingen (1395 et 1594), Ebersinga (1544), Ebersinge (XVIIe siècle), Ebersing (1688), Eversing (XVIIIe siècle), Ebresing (1717), Valeversing (1725), Obersing (1756), Ebersing (1793), Vahl-Ebersing (1801), Wahl-Ebersing (1827: Bulletin des lois), Ebersingen (1941-1944).
- Ebersinge en francique lorrain.

## Histoire
- Dépendait de l'ancienne province de Lorraine, dans la châtellenie de Hombourg-Saint-Avold.
- Possession de l'abbatiale Saint-Nabor de Saint-Avold dont les seigneurs-voués étaient Nassau, Créhange, d'Esch, Hellimer.

## Politique et administration
| Période                                  | Période  | Identité       | Étiquette | Qualité           |
| ---------------------------------------- | -------- | -------------- | --------- | ----------------- |
| ?                                        | 1983     | Charles Matz   |           |                   |
| 1983                                     | En cours | Antoine Franke | PS        | Retraité La Poste |
| Les données manquantes sont à compléter. |          |                |           |                   |

## Démographie
L'évolution du nombre d'habitants est connue à travers les recensements de la population effectués dans la commune depuis 1793. Pour les communes de moins de 10 000 habitants, une enquête de recensement portant sur toute la population est réalisée tous les cinq ans, les populations de référence des années intermédiaires étant quant à elles estimées par interpolation ou extrapolation. Pour la commune, le premier recensement exhaustif entrant dans le cadre du nouveau dispositif a été réalisé en 2008.

En 2022, la commune comptait 497 habitants, en évolution de −3,68 % par rapport à 2016 (Moselle : +0,52 %, France hors Mayotte : +2,11 %).
| 1793 | 1800 | 1806 | 1821 | 1836 | 1841 | 1861 | 1866 | 1871 |
| ---- | ---- | ---- | ---- | ---- | ---- | ---- | ---- | ---- |
| 351  | 288  | 308  | 475  | 556  | 581  | 493  | 512  | 515  |

| 1875 | 1880 | 1885 | 1890 | 1895 | 1900 | 1905 | 1910 | 1921 |
| ---- | ---- | ---- | ---- | ---- | ---- | ---- | ---- | ---- |
| 509  | 466  | 426  | 417  | 450  | 434  | 424  | 398  | 366  |

| 1926 | 1931 | 1936 | 1946 | 1954 | 1962 | 1968 | 1975 | 1982 |
| ---- | ---- | ---- | ---- | ---- | ---- | ---- | ---- | ---- |
| 417  | 404  | 400  | 348  | 336  | 414  | 409  | 420  | 449  |

| 1990 | 1999 | 2006 | 2008 | 2013 | 2018 | 2022 | - | - |
| ---- | ---- | ---- | ---- | ---- | ---- | ---- | - | - |
| 510  | 502  | 546  | 558  | 533  | 513  | 497  | - | - |

## Culture locale et patrimoine

### Lieux et monuments
- Vestiges romains au lieu-dit Frankenberg.
- pierre celte : menhir dans la forêt communale (de plus elle délimite les communes d'Altviller de Vahl-Ebersing et de Folschviller).
- Moulin sur la Nied.

#### Édifice religieux
- Église Saint-Jean-Baptiste XVIIIe siècle, remaniée 1827 : autels XVIIIe siècle
- calvaire (plus haut point du secteur, il se situe au bord d'un chemin forestier a la sortie du village, de là on peut y voir de nombreux villages ainsi que Saint-Avold et l'usine de Carling.

#### Ouvrages militaires
- Nombreux ouvrages (bunker) de la ligne Maginot.

### Héraldique
| Blason de Vahl-Ebersing | Blason  | D'or chaussé de sinople, au sanglier de sable, défendu et allumé d'argent brochant en pointe. |
| Blason de Vahl-Ebersing | Détails | Le statut officiel du blason reste à déterminer.                                              |